# Nonakosan
Nonakosan är en kemisk förening med summaformeln C29H60. Ämnet är en alkan med 1 590 507 121 strukturisomerer.
Nonakosan har rapporterats vara en beståndsdel i ett feromon hos Orgyia leucostigma, och bevis pekar på att ämnet är av betydelse i den kemiska kommunikationen hos ett flertal insekter, däribland honor av arten Anopheles stephensi.
Nonakosan förekommer naturligt och har identifierats i flera eteriska oljor. Ämnet kan även tillverkas syntetiskt.

## Identifikatorer
- PubChem 12409
- ChemSpider 11903
- InChI 1/C29H60/c1-3-5-7-9-11-13-15-17-19-21-23-25-27-29-28-26-24-22-20-18-16-14-12-10-8-6-4-2/h3-29H2,1-2H3